# Вагаршян, Вагарш Богданович
Вагарш Богданович Вагаршя́н (настоящая фамилия — Тер-Погосян, арм. Վաղարշ Վաղարշյան; 2 [14] февраля 1894, Шуша, Елизаветпольская губерния — 6 мая 1959, Москва) — армянский, советский актёр, театральный режиссёр, педагог, драматург, общественный деятель. Народный артист СССР (1954).

## Биография
Вагарш Вагаршян родился 2 (14) февраля 1894 года в Шуше в семье пекаря.

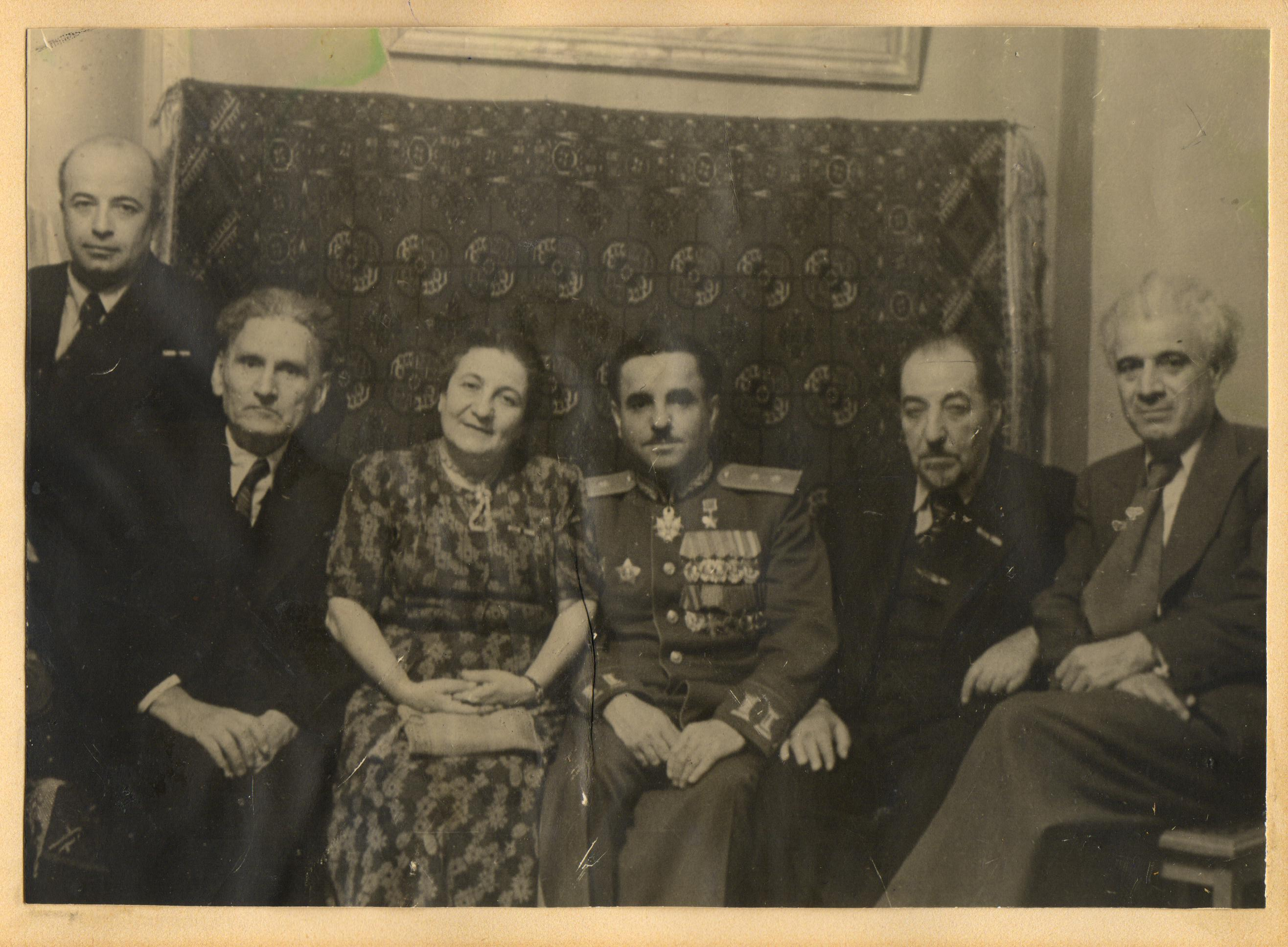
А. Сарксян, М. Сарьян, А. Даниэлян, С. Мартиросян, А. Исаакян, В. Вагаршян

Начальное образование получил в местной церковно-приходской школе, позже окончил Тифлисское коммерческое училище.
Начал сценическую деятельность в 1915 году, в передвижной армянской театральной труппе. Работал как актёр и руководитель трупп в Тифлисе, Баку, Краснодаре, Ростове-на-Дону.
В 1923—1959 годах — актёр 1-го Государственного театра Армении в Ереване (ныне Армянский театр имени Сундукяна) (в 1941—1944 — художественный руководитель). Работал и в области режиссуры.
С 1944 года вёл педагогическую работу в Ереванском художественно-театральном институте (ныне Ереванский государственный институт театра и кино) (с 1946 — профессор).
С 1927 снимался в кино.
Член Союза писателей СССР (1939). В 1955—1959 годах — председатель театрального общества Армении.
Член ВКП(б) с 1944 года. Депутат Верховного Совета СССР 1-го созыва (1941—1946). Депутат Верховного Совета Армянской ССР 2—4 созывов.
Вагарш Вагаршян умер 6 мая 1959 года в Москве. Похоронен в Ереване на Тохмахском кладбище.

### Семья
- Жена — Анна (Ахавни) Гаспаровна Вагаршян (1900—1987)
- Сын — Ашот Вагаршович Вагаршян (1920—1994), партийный работник, ветеран войны
- Сын — Лаэрт Вагаршович Вагаршян (1922—2000), режиссёр
- Внучка — Марина Лаэртовна Вагаршян, художник.

## Награды и звания
- Заслуженный артист Армянской ССР (1932)[2]
- Народный артист Армянской ССР (1938)[3]
- Народный артист СССР (1954)
- Сталинская премия второй степени (1941 год) — за большие достижения в области театрально-драматического искусства
- Сталинская премия третьей степени (1952 год) — за постановку спектакля «Дерзание» М. Ф. Овчинникова
- Орден Ленина (1956)
- Орден Трудового Красного Знамени (1945)
- Медали

## Творчество

### Роли в театре
- 1923 — «Ревизор» Н. В. Гоголя — Хлестаков
- 1929 — «Разлом» Б. А. Лавренёва — Штубе
- 1929 — «Доходное место» А. Н. Островского — Белогубов
- 1930 — «В кольце» В. Б. Вагаршяна — Аслан-ами
- 1933 — «Севильский цирюльник» П. Бомарше — Фигаро
- 1933 — «Егор Булычов и другие» М. Горького — Егор Булычов
- 1935 — «Гроза» А. Н. Островского — Тихон
- 1938 — «Беспокойная старость» Л. Н. Рахманова — Полежаев
- 1938 — «Человек с ружьём» Н. Ф. Погодина — Ленин
- 1939 — «Из-за чести» А. М. Ширванзаде — Сурен
- 1939 — «Великая дружба» А. К. Гулакяна — Сурен Спандарян
- 1940 — «Гамлет» У. Шекспира — Гамлет
- 1940 — «Страна родная» Д. К. Демирчяна — Гагик
- 1942 — «Фронт» А. Е. Корнейчука — Мирон
- 1947 — «Русский вопрос» К. М. Симонова — Смит
- 1948 — «Великая сила» Б. С. Ромашова — Лавров
- 1949 — «Маскарад» М. Ю. Лермонтова — Арбенин
- 1949 — «Чужая тень» К. М. Симонова — Трубников
- 1951 — «Вишнёвый сад» А. П. Чехова — Фирс
- 1951 — «Живой труп» Л. Н. Толстого — Протасов
- «Монастырское ущелье» («Ванкадзор») В. Б. Вагаршяна — Аслан-ами
- «Любовь Яровая» К. А. Тренёва — Елисатов
- «Мандат» Н. Р. Эрдмана — Гулячкин
- «Укрощение строптивой» У. Шекспира — Транио.
- «Любовь на рассвете» Я. А. Галан — пастор Юлий

### Постановки спектаклей
- 1929 — «Огнённый мост» Б. С. Ромашова
- 1930 — «У фонаря» Г. К. Никифорова и В. Королевича
- 1931 — «Враг» Т. С. Ахумяна
- 1933 — «Разгром» по А. А. Фадееву
- 1934 — «Достигаев и другие» М. Горького
- 1937 — «Васса Железнова» М. Горького
- 1938 — «Коварство и любовь» Ф. Шиллера
- 1943 — «Свадьба по конкурсу» К. Гольдони (совм. с Эйрамджян)
- 1950 — «Дерзание» М. Ф. Овчинникова.

### Роли в кино
- 1927 — «Хас-Пуш» — Шах
- 1939 — «Горный марш» — доктор Аветисян
- 1939 — «Горный поток» — Оган Ами
- 1940 — «Дружба»
- 1943 — «Жена гвардейца» — профессор
- 1950 — «Второй караван» (не был завершен)
- 1957 — «Лично известен» — профессор Отто Шпиллер
- 1958 — «Песня первой любви» —  Авет Александрович Мелик-Нубарян.

### Пьесы
- «Звон», «Султан Абдул Хамид», «Гагик II» (1918—1920)
- «В кольце» (1930)
- «Нефть» (1932)
- «Министр финансов» (1935)
- «Давид Сасунский» (изд. 1940)
- «Монастырское ущелье» («Ванкадзор») (1945)
- «День в Салонике»[4].

## Память

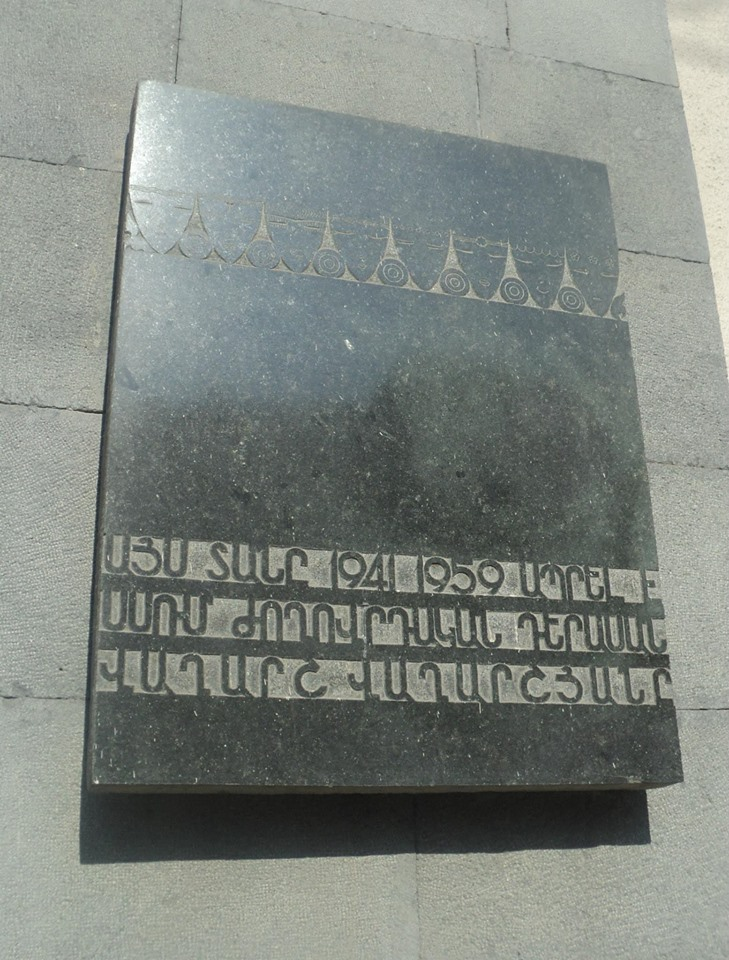
Мемориальная доска в Ереване. Улица Московян, 10

Именем В. Вагаршяна названы улица в Ереване и Горисский государственный драматический театр.
Мемориальная доска на д. 10 по улице Московян в Ереване.